# 트체프군

포모제주 지도에 표시된 트체프군의 위치

트체프군(폴란드어: powiat tczewski)은 폴란드 포모제주에 위치한 군으로 군청 소재지는 트체프이며 면적은 697.54km2, 인구는 115,738명(2019년 기준), 인구 밀도는 170명/km2이다.
북쪽으로는 그단스크군, 동쪽으로는 말보르크군, 슈툼군, 크비진군, 남쪽으로는 쿠야비포모제주 시비에치에군, 서쪽으로는 스타로가르트군과 접한다. 6개 지방 자치체(1개 도시, 2개 도시형 농촌, 3개 농촌)를 관할한다.

군기
군 문장